# Aeroportul Khajuraho
Aeroportul Khajuraho (IATA: HJR, ICAO: VAKJ) este un aeroport din Madhya Pradesh, India ce deservește zona Khajuraho⁠(d). Aeroportul a fost tranzitat în decembrie 2022 de 4.112 pasageri. A fost numit după zona deservită.
Situat la o altitudine de 222 m, aeroportul dispune de o singură pistă. Este operat de Airports Authority of India⁠(d).